# Say It
«Say It» — песня американской рок-группы Blue October, второй сингл с пятого альбома Approaching Normal.

## История
Песня «Say It» написана Джастином Фёрстенфелдом. В ней рассказывается о поворотном моменте в его жизни, когда после долгого периода, в течение которого его постоянно обманывали, он наконец решил положить этому конец. Перестать терпеть унижения со стороны других людей и просто не обращать на них внимания. Этой песней он хотел показать людям, страдающим от депрессии, что они могут изменить свою жизнь к лучшему, стать сильнее. Для этого придётся приложить немало усилий, но оно того стоит.
Песня вышла на альбоме Approaching Normal 24 марта 2009 года. Спустя ровно месяц, 24 апреля, вышел сингл на данную композицию. В середине мая вышел клип.

## Сингл в чартах
| Чарт (2009)                           | Высшая позиция |
| ------------------------------------- | -------------- |
| Greece Rock Music Chart               | 3              |
| «Хит-Парад Двух Столиц», MAXIMUM      | 6              |
| U.S. Billboard Hot Modern Rock Tracks | 28             |
| U.S. Billboard Adult Pop Songs        | 29             |
| U.S. Billboard Rock Songs             | 44             |

## Участники записи
- Джастин Фёрстенфелд — стихи, вокал, гитара, арт-директор
- Райан Делахуси — скрипка, мандолина, клавишные, бэк-вокал
- Джереми Фёрстенфелд  — барабаны, перкуссия
- Си Би Хадсон — гитара, бэк-вокал
- Мэтт Новески — бас-гитара, акустическая гитара, бэк-вокал